# هيرويوكي أغاوا
هيرويوكي أغاوا (باليابانية: 阿川 弘之) (مواليد 24 ديسمبر 1920 - 3 أغسطس 2015) أديب وكاتب ياباني ولد سنة 1920 في هيروشيما. اشتهر بالأدب الخيالي المستند إلى الحرب العالمية الثانية، وكذلك في كتابة السير والمقالات الصحفية.
درس الأدب الياباني في الجامعة الإمبراطورية بطوكيو. وبعد تخرجه عام 1942 التحق بالخدمة العسكرية في سلاح البحرية اليابانية، وكان يعمل في فك الشفرات العسكرية السرية للجيش الصيني حتى نهاية الحرب.
بعد الحرب كتب أولى قصصه القصيرة بعنوان «سنوات بعد سنوات» عام 1946، وكان أسلوبها القصصي ذو صيغة سرد ذاتية، تشبه إلى حد ما أسلوب السيرة الذاتية، وتأثر فيها بالأديب ناويا شيغا، الذي يقال أنه أثنى على العمل. وحقق أغاوا الشهرة وجذب إليه أنظار النقاد بروايته «قلعة في الربيع» عام 1952، والتي حصل بها على جائزة يوميوري.
كتب أغاوا أيضاً أربع سير لشخصيات هي: ياماموتو إيسوروكو – يوناي ميتسوماسا – إنوي سيبي – ناويا شيغا. وقد حصل على وسام الثقافة عام 1999.
من أعماله: سنوات بعد سنوات – قلعة في الربيع – تراث الشيطان.
حصل على عدة جوائز أدبية منها: جائزة يوميوري 1952 – جائزة شينتشو الأدبية 1966 – جائزة نيبون الكبري الأدبية 1987 – جائزة نوما الأدبية 1994 – جائزة كيكوتشي كان 2007.